# Bengt Lundberg (ingenjör)
Bengt Gunnar Albert Lundberg, född 16 juni 1902 i Stockholm, död 28 maj 1979, var en svensk elektroingenjör.
Lundberg, som var son till överstelöjtnant Albert Lundberg och Signe Ekströmer, avlade studentexamen 1920 och utexaminerades från Kungliga Tekniska högskolan 1925. Han var anställd vid Asea 1926–1928, var Sverige-Amerikastiftelsens universitetsstipendiat i USA 1929–1930, anställd vid Statens vattenfallsverk 1930–1935, AB Fogelfors Bruk i Fågelfors 1935–1936 och driftsingenjör vid Halmstads elverk sedan 1937.